# اسلایدر (ساندویچ)

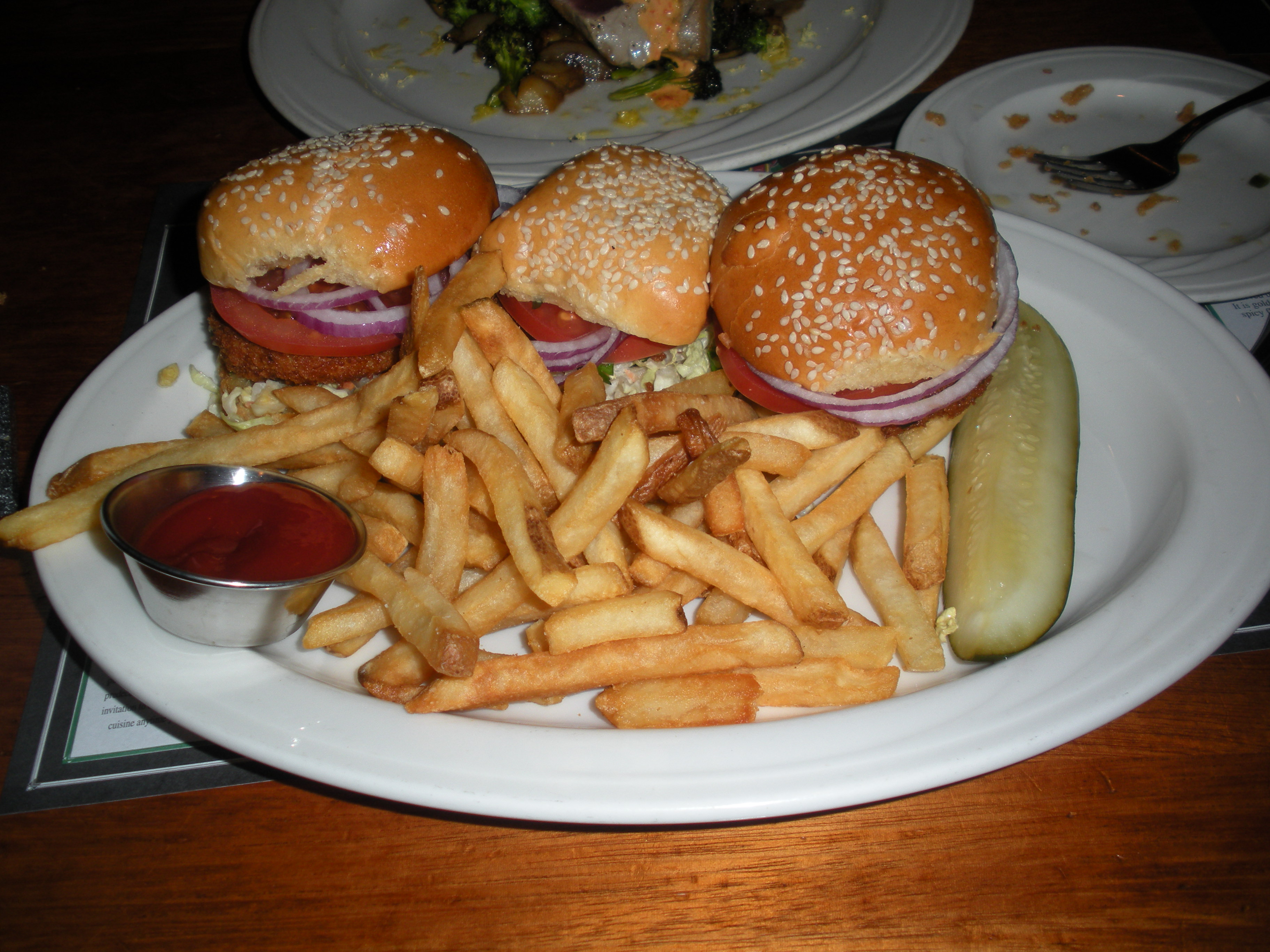
اسلایدر خرچنگ و میگو به همراه سیب‌زمینی سرخ‌کرده

اسلایدر (به انگلیسی: Slider) اصطلاحی آمریکایی برای انواع ساندویچ کوچک است که عموماً قطری به اندازه ۵٫۱ سانتی‌متر دارند. این اصطلاح در درجه اول به همبرگرهای کوچک اشاره دارد، اما در عین حال می‌تواند هر نوع ساندویچ کوچک دیگری که در نان‌های اسلایدر سرو می‌شود را هم شامل شود. این اصطلاح هنگامی محبوب شد که توسط رستوران زنجیره ای فست فود کاخ سفید با املای "Slyder" بین سالهای ۱۹۹۳ تا ۲۰۰۹ میلادی موردی استفاده قرار گرفت.
اسلایدر را می‌توان به عنوان پیش‌غذا یا اسنک سرو کرد.